# Plectris tristis
Plectris tristis är en skalbaggsart som beskrevs av Frey 1967. Plectris tristis ingår i släktet Plectris och familjen Melolonthidae. Inga underarter finns listade i Catalogue of Life.